# 属下阶层

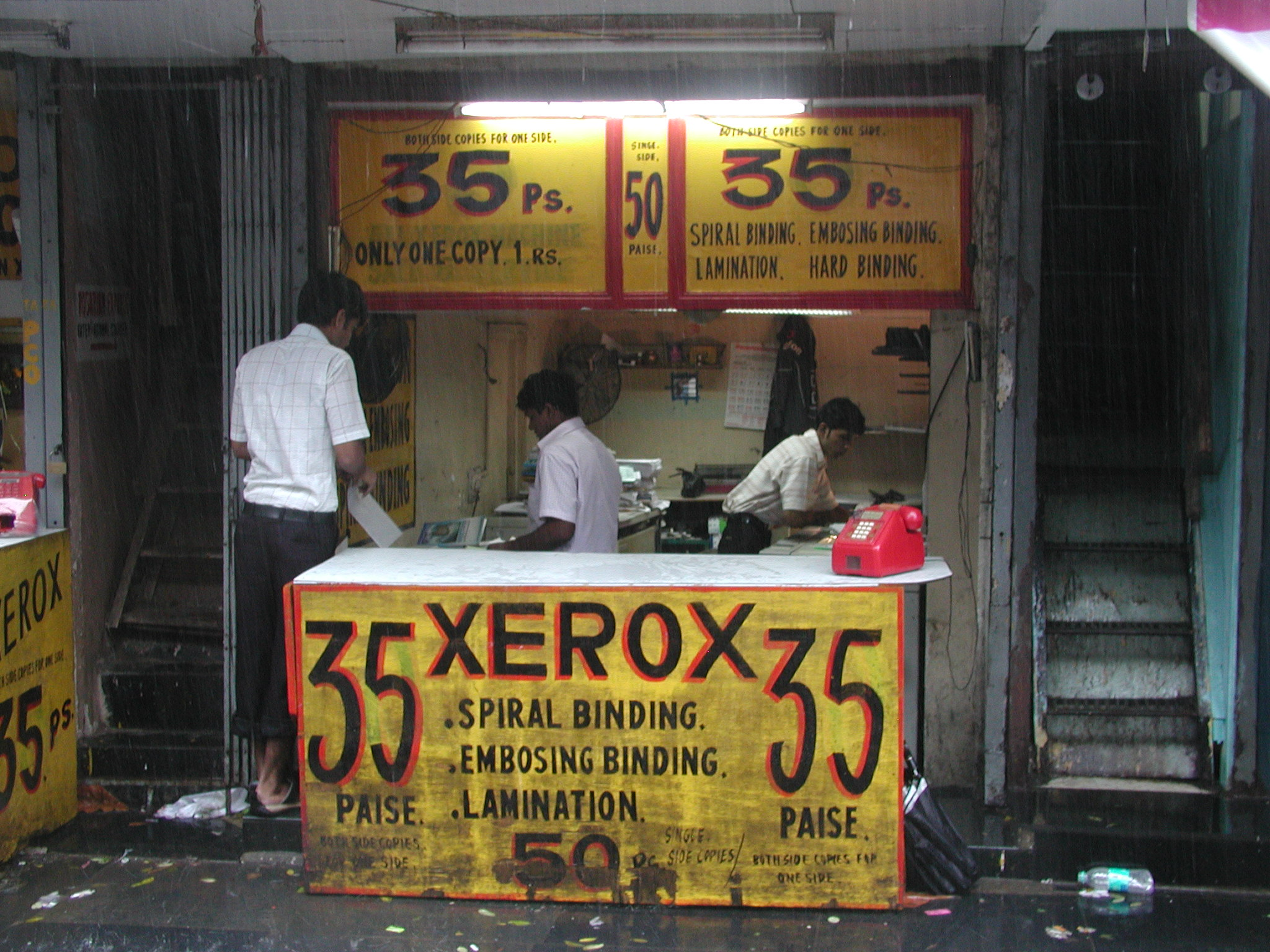
印度底層勞工

属下阶层，又譯底層，是葛兰西在《狱中札记》中论述阶级斗争时，迫于当时的政治压力，而用来代替马克思的无产阶级的概念。属下（subaltern）也可以与“属下的（subordinate）”或“工具的（instrumental）”互换，表示从属的、没有自主性的、没有权力的人群或阶级。
最初这个词专指意大利南部的农民。他们的行动往往受到统治集团的支配。他们缺少严格的理论，处于被动顺从的地位。
以拉纳吉特·古哈（Ranajit Guha）為首的屬下研究的历史学家继承了这个概念，并用于南亚的研究，用来指称南亚社会中存在的从属群体的一般性特征，包括阶级、种姓、年龄、性别、职务以及其他任何领域中的受压制群体。尤其是对独立以后印度社会中乡村农民、工人阶级以及贱民阶层的描述。
美国的批评家斯皮瓦克在《属下能说话吗？》（Can the Subaltern Speak?）中对属下概念作了进一步的补充和阐释。把“属下”用来指那些不能言说自己，失去了自身主体性的人群。尤其注重殖民下的女性群体。
属下的概念被认为是马克思的无产阶级概念的变体，是一种后马克思主义的概念。